# 仇圣富
仇圣富，中华人民共和国政治人物、全国脱贫攻坚先进个人。

## 生平
仇圣富任苏州市发展和改革委员会支援合作处处长。因在脱贫攻坚战中作出突出贡献，2021年2月25日全国脱贫攻坚总结表彰大会上，仇圣富被授予“全国脱贫攻坚先进个人”。